# Nesokia indica
Nesokia indica és una espècie de mamífer rosegador de la família dels múrids. Viu a altituds d'entre 0 i 1.600 msnm a l'Afganistan, l'Aràbia Saudita, Bangladesh, Egipte, l'Índia, l'Iran, l'Iraq, Israel, Jordània, el Pakistan, Palestina, Síria, el Tadjikistan, el Turkmenistan, l'Uzbekistan, la Xina i, possiblement, el Kazakhstan i Turquia. Ocupa una gran varietat d'hàbitats. És una espècie en risc mínim, és a dir, no sembla que hi hagi cap amenaça significativa per a la seva supervivència. El seu nom específic, indica, significa ‘índia’ en llatí.